# NoiseMaker Compilation - Laboratorio 1
NoiseMaker Compilation - Laboratorio 1, pubblicato nel 2004, è una compilation del dj italiano Gigi D'Agostino.

## Tracce
1. Canto Do Mar (Gigi D'Agostino pescatore mix) (Molto Folk)
2. Complex (breve ma intenso) (Gigi D'Agostino)
3. The Kiss (Gigi D'Agostino & Pandolfi Mix) (DJ Pandolfi - Main Title)
4. Once Upon A Time (Elettrogang)
5. Traffico (Gigi D'Agostino & Luca Noise Mix) (Luca Noise)
6. The Rain (Gigi D'Agostino & Pandolfi Mix) (Gigi D'Agostino)
7. Precious Little Diamond (Limmatstreet)
8. Sonata (cantando ballando) (Gigi D'Agostino)
9. Nascendo (La tana del suono)
10. Voyage (Gigi D'Agostino)
11. Love (Molto Folk)